# Tagesmutter
Tagesmutter (dal tedesco traducibile in "mamma del giorno", meno utilizzato Tagesvater traducibile in "papà del giorno") oppure in italiano nido familiare, si riferisce al progetto educativo, ovvero all'educazione, all'istruzione e alla cura, dei bambini quando questi hanno l'età per l'asilo nido, cioè un'età compresa tra 3 mesi e i 3 anni, dove una figura professionale offre tali servizi presso il proprio domicilio. Il servizio Tagesmutter può essere esteso fino all'età di 13 anni del bambino.

## Storia
I primi progetti di Tagesmutter vi furono in Nord Europa, da dove ora vengono riproposti come modelli di assistenza infantile. In Italia invece il primo servizio di Tagesmutter è stato attivato mediante la legge provinciale n. 4 del 12 marzo 2002 grazie alla cooperativa "Il Sorriso" di Trento.
A Roma il 1º settembre 2015 è stato sottoscritto un accordo quadro tra FeLSA CISL e l'Associazione Nazionale Domus e l'Associazione Professionale Tagesmutter Domus
per poter lavorare anche per gli enti aderenti all'Associazione Nazionale DoMuS.

## Descrizione del progetto
I bambini vengono presi in custodia da una o più persone oppure anche piccole associazioni, cooperative o organizzazioni, che offrono la propria abitazione o altra struttura consona al servizio, ovvero un asilo "domiciliare", in un ambiente maggiormente familiare quindi dove un'accoglienza in piccoli gruppi va a favorire un contesto di socializzazione assieme al rispetto delle tempistiche necessarie al bambino. In generale la Tagesmutter può offrire tale servizio fino a un numero massimo di 5 bambini, sempre ben inteso che la struttura ospitante sia ben proporzionata a tale numero.
Oltre a ciò, l'ambiente deve essere sicuro e costantemente monitorato per gli standard di qualità e sicurezza che tali strutture devono garantire. Il domicilio domestico è quindi uno dei punti di forza del servizio offerto in quanto pieno di relazioni personali e significati in cui l'infante può sentirsi maggiormente protetto, vivere nuove avventure, cioè un contesto ideale per lo sviluppo in cui l'educazione si traduce in comportamenti quotidiani. Oltre all'ambiente, il servizio Tagesmutter, offre una o più figure di riferimento stabili sia per il bambino e che per la sua famiglia.
Altro punto di forza è il collegamento tra le Tagesmutter con un ente in grado di mettere a loro disposizione specialisti, come ad esempio, servizi di psicologia, pedagogia, logopedia, ostetricia, psicomotricità, oltre che personale responsabile per la sicurezza e per l'amministrazione.

## La formazione diTagesmutter
Per la formazione di nuove Tagesmutter, la persona interessata deve seguire un apposito corso di formazione, il quale prevede, dopo una selezione per l'ingresso, 230 ore di lezione, 50 ore di tirocinio e un esame finale. 
Il corso di formazione seguito dalle future Tagesmutter insegna principalmente materie come psico-pedagogia, pediatria, alimentazione, igiene, sicurezza in ambienti domestici, legislazione, pronto soccorso e altre ancora.

## Offerte del progetto
In Italia si sono aperti diversi progetti di Tagesmutter, in particolare in:
- Toscana[9]
- Emilia-Romagna[10]
- Piemonte[11]
- Lazio[10]
- Lombardia[10]
- Trentino[12]-Alto Adige[13]
- Veneto[7]

In mancanza di una legge nazionale, la regolamentazione dei progetti Tagesmutter è lasciata in mano alle province/regioni.